# Baia di Tiksi
La baia di Tiksi (in russo бухта Тикси?, buchta Tiksi) è un'insenatura lungo la costa settentrionale russa, nella repubblica di Sacha-Jacuzia, amministrata dal Bulunskij ulus. È situata nella parte centro-meridionale del mare di Laptev.

## Geografia
La baia si apre verso est, nella parte nord-occidentale del golfo di Buor-Chaja. A nord, la penisola Bykovskij (полуостров Быковский) la separa dal golfo di Neelov (залив Неелова). L'imboccatura è compresa tra capo Muostach (мыс Муостах) a nord e capo Kosistyj (мыс Косистый) a sud. Ha una lunghezza di circa 21 km e una larghezza di 17 km all'ingresso. La profondità massima è di 11 m, con innalzamenti di 0,3 m dovuti a maree semigiornaliere.
Lungo le coste della baia si aprono diverse insenature minori. A nord, sulla penisola di Bykovskij, si trovano la laguna di Safroneev (лагуна Сафронеева), la laguna Uomullach-Kjuel' (лагуна Уомуллах-Кюель) e la laguna di Ivaškin (лагуна Ивашкина); nella parte occidentale, troviamo il golfo di Bulunkan (залив Булункан), mentre a sud si apre il golfo del Sogo (залив Сого).
Il fiume Sogo (река Сого), per l'appunto, è il principale immissario della baia.
Al centro della baia si trova l'isola di Brusnev (остров Бруснева). Poco a sudest dell'imboccatura ci sono le piccole isole Karaul'nye Kamin (острова Караульные Камин) e ancora più a est l'isola Muostach (остров Муостах).
La cittadina di Tiksi è l'insediamento principale della zona, comprensivo di porto e aeroporto. Alla foce del Sogo si trovano le rovine del villaggio omonimo e una stazione polare idrometeorologica.

## Storia
La baia fu esplorata per la prima volta dal navigatore russo Dmitrij Jakovlevič Laptev nel 1739. In seguito le fu dato il nome di baia Gorelaja (Губа Горелая, "baia bruciata").
Nel 1822 è stata descritta dai ricercatori della spedizione di Pëtr Fëdorovič Anžu, e poi da due assistenti ufficiali di rotta.
Il nome attuale le fu assegnato nell'agosto del 1878 quando, a seguito dell'arrivo in porto delle navi Vega e Lena, il tenente Oskar Nordqvist, membro della Società geografica russa, rimase incantato dalla bellezza della baia. Giudicando Gorelaja un nome inappropriato, propose il nome dialettale Tiksi e i membri della spedizione si trovarono d'accordo. Tiksi infatti significa "incontro" e voleva suggerire l'idea dell'incontro tra gli equipaggi e la baia.
Nel 1903 l'esploratore Fëdor Andreevič Matisen procedette con il primo studio strumentale della baia, tenendo i nomi dati in precedenza tranne che per una piccola rada che chiamò Lena (in onore dell'imbarcazione).
Nel 1912 toccò ai rompighiaccio Tajmyr e Vajgač, guidati da Boris Andreevič Vil'kickij, esplorare la baia. Qui furono collocati un punto di rilevamento astronomico e un segno di assistenza alla navigazione.
Negli anni 1919-1921, la spedizione artica Ust'-Lena, guidata da Nikolaj Ivanovič Evgenov e ancora da Matisen, dotò di una canale navigabile la penisola di Bykovskij.